# Grecki system liczbowy
Grecki system liczbowy – liczbowy system addytywny używający greckiego alfabetu do reprezentacji liczb. Obecnie w Grecji jego zastosowanie ogranicza się do reprezentacji liczebników porządkowych oraz w sytuacjach analogicznych do stosowania rzymskiego zapisu w kulturze zachodniej.

## Opis
Każda liczba naturalna mniejsza od 10 (1, 2, …, 9), każda wielokrotność liczby 10 mniejsza od 100 (10, 20, …, 90) i każda wielokrotność liczby 100 mniejsza od 1000 (100, 200, …, 900) ma przypisaną oddzielną literę. Wymaga to 27 liter, więc 24-literowy alfabet grecki został rozszerzony o trzy archaiczne litery: digamma ϝ (zamiennie ze stigma ϛ) dla liczby 6, koppa ϟ dla 90, i sampi ϡ dla 900. Jak widać, aby odróżnić liczby od liter są one zakończone przez keraia (gr. κεραία), symbol (ʹ) podobny do akcentu ostrego (´), ale mającego swój własny kod Unicode (U+0374).
Tak jak w większości alfabetycznych systemów liczbowych, wartość liczby zapisanej za pomocą liter alfabetu otrzymuje się przez zsumowanie wartości odpowiadającej każdej literze. Na przykład liczba 241 jest przedstawiana jako σμαʹ (200 + 40 + 1). Przykładem jest 666 (liczba Bestii), która jest zapisywana jako χξϛʹ (600 + 60 + 6) w średniowiecznych rękopisach „Apokalipsy świętego Jana”.
Aby zapisać liczby od 1000 do 999999, do oznaczenia wielokrotności 1000, 10000 i stu tysięcy używa się odpowiednio tych samych liter, przy czym umieszcza się przed nimi krótką dolną kreskę – tzw. lewą keraję (Unicode U+0375, gr. κεραíα, ang. Greek Lower Numeral Sign). Na przykład liczba 2021 jest zapisywana jako ͵βκαʹ (2000 + 20 + 1).
| Litera            | Wartość |
| ----------------- | ------- |
| αʹ                | 1       |
| βʹ                | 2       |
| γʹ                | 3       |
| δʹ                | 4       |
| εʹ                | 5       |
| ϝʹ lub ϛʹ lub στʹ | 6       |
| ζʹ                | 7       |
| ηʹ                | 8       |
| θʹ                | 9       |

| Litera | Wartość |
| ------ | ------- |
| ιʹ     | 10      |
| κʹ     | 20      |
| λʹ     | 30      |
| μʹ     | 40      |
| νʹ     | 50      |
| ξʹ     | 60      |
| οʹ     | 70      |
| πʹ     | 80      |
| ϟʹ     | 90      |

| Litera | Wartość |
| ------ | ------- |
| ρʹ     | 100     |
| σʹ     | 200     |
| τʹ     | 300     |
| υʹ     | 400     |
| φʹ     | 500     |
| χʹ     | 600     |
| ψʹ     | 700     |
| ωʹ     | 800     |
| ϡʹ     | 900     |

W języku nowogreckim zaleca się stosowanie dużych liter, tak jak w Φίλιππος Βʹ = Filip II.